# پل گل کن
پل گل کن، روستایی در دهستان خمیر بخش مرکزی شهرستان خمیر در استان هرمزگان ایران است.

## جمعیت
بر پایه سرشماری عمومی نفوس و مسکن در سال ۱۳۹۵، جمعیت این روستا برابر با ۶۶۱ نفر (۱۹۱ خانوار) بوده‌است.